# Alexandre Allegret-Pilot
Pour les articles homonymes, voir Allégret et Pilot.
Alexandre Allegret-Pilot, né le 11 janvier 1989 à Annecy, est un homme politique et haut fonctionnaire français.
Il est élu député en juillet 2024 dans la cinquième circonscription du Gard, en tant que candidat des Républicains soutiens d'Éric Ciotti et du Rassemblement national.

## Biographie

### Études
Alexandre Allegret-Pilot étudie au lycée du Parc puis à l'ESSEC (promotion 2013) et à l'École nationale d'administration (2017-2019, promotion Molière).
Il est également diplômé en sciences de l'environnement et en biologie.
En 2014, il cofonde le cabinet de conseil 4A.
Il est haut fonctionnaire au ministère des Finances en charge des entreprises en difficulté.

### Parcours politique
Il est élu conseiller municipal de la commune de Fillière (Haute-Savoie) lors des élections municipales de 2020, sur la liste « Plus loin, ensemble » du maire sortant Christian Anselme,.
Il est à la tête d'une liste divers droite lors des élections sénatoriales de 2020 en Haute-Savoie, sans obtenir d'élu.
Il se présente aux élections départementales de 2021 avec Anne de Beauchesne dans le canton d'Annecy-3 pour la liste Haute-Savoie libertés. Ils récoltent 8,92 % des voix exprimées,,.
Alexandre Allegret-Pilot est élu député de la 5e circonscription du Gard au sein de l'alliance formée par le parti d'Éric Ciotti, les Républicains à droite, et le Rassemblement national lors des élections législatives de 2024 avec 51,58 % des voix face au candidat du Nouveau Front populaire et député sortant Michel Sala,,. Sa suppléante est Nina Rafati.

## Détail des fonctions et mandats

### Mandats électifs
- Élu municipal sur la commune de Fillière (Haute-Savoie) depuis 2020[6].
- Depuis le 7 juillet 2024 : député de la 5e circonscription du Gard.

## Controverses

### Publications outrancières sur les réseaux sociaux
Son compte X est supprimé le 4 juillet 2024, après la résurgence de publications datant de 2023 et 2024 dans lesquelles il qualifie la parité femmes-hommes de « régression » et l'inscription de l'IVG dans la Constitution de « mascarade », écrit « les nazis n'avaient pas leurs médecins ? » sous un article de Mediapart sur des médecins qui suivent des enfants trans, et tient des propos xénophobes. Allegret-Pilot dénonce une « instrumentalisation » de ses propos et annonce porter plainte pour « diffamations et menaces »,,,. Toujours sur les réseaux sociaux, en commentaire d'un tweet de l'écologiste Sandrine Rousseau, il écrit : « La peine de mort, allez ! ».
Le 26 décembre 2024, il publie sur X/Twitter une carte statistique contestée censée représenter la répartition des QI dans le monde. Cette carte, apparue dans les années 2000, est issue de l'ouvrage controversé IQ and Global Inequality (en) (faisant suite à IQ and the Wealth of Nations) de Richard Lynn et Tatu Vanhanen, dont les conclusions, rejetées par la communauté scientifique, établissent un lien entre génétique et intelligence. Selon Libération, il s'agit d'un « visuel bien connu des sphères de l’extrême droite racialiste, censé démontrer l’infériorité intellectuelle des populations africaines et moyen-orientales ». Quelques jours plus tard, la plateforme restreint finalement l’accès à cette publication en France, suite au signalement d’utilisateurs,.

### Soupçon d'escroquerie
Le 12 juillet 2024, le journal Le Monde révèle qu'Alexandre Allegret-Pillot a autorisé le 5 juillet 2024, en tant que chef de la mission de restructuration des entreprises au ministère de l’Économie, un prêt d'un montant de 1,3 million d'euros à une société inexistante dénommée Vitis Gallica. Il prétend avoir appliqué une décision de Bruno Le Maire, ce que celui-ci dément. Engagé alors dans la campagne législative, Alexandre Allegret-Pilot était censé être en congé de ses fonctions au ministère des Finances. En outre, la procédure à l'octroi des aides n'aurait pas été respectée. L’arrêté relatif au versement de l'aide est abrogé quelques jours plus tard par les services du ministère,, et Le Monde affirme que ce versement s'inscrit dans une tentative d'abus d'un vigneron de l'Ain en difficulté financière, dont Alexandre Allegret-Pilot aurait tenté de s'accaparer les parts de la société en contrepartie du versement de ce prêt.
Le ministère de l’Économie et des Finances saisit le procureur de la République au titre de l'article 40 du code de procédure pénale et procède à la vérification de plusieurs autres dossiers gérés par Alexandre Allegret-Pilot,.
Un recours devant le Conseil constitutionnel est également formé pour demander l'annulation de l'élection législative dans la 5e circonscription du Gard par Nordine Tria, candidat sans étiquette dans la circonscription, estimant qu'Alexandre Allegret-Pilot était inéligible en raison des fonctions qu'il exerçait,.

### Accusation d'infraction au code électoral
Une plainte est déposée à l'encontre d'Alexandre Allegret-Pilot après les élections par Michel Sala, député sortant de sa circonscription, qui l’accuse d’avoir enfreint le code électoral et relayé des contenus mensongers à son encontre durant la campagne.

### Incitation au cyberharcèlement
Le 13 janvier 2025, après la couverture par la journaliste Ivanne Trippenbach des obsèques de Jean-Marie Le Pen, Alexandre Allegret-Pilot appelle les utilisateurs de X à harceler cette dernière,. « Lâchez-vous. « Qui vit par l'épée périra par l'épée » » écrit-il sur X après que la journaliste a été l'objet de messages d’insultes et des menaces de mort.